# Carlos (miniserial)
Carlos – trzyodcinkowy francusko-niemiecki miniserial telewizyjny z 2010 roku, wyprodukowany przez stację Canal+ France przy współpracy z Sundance Channel. Całość wyreżyserował Olivier Assayas. Fabuła miniserialu skupia się na życiu Ilicha Ramíreza Sáncheza, znanego pod pseudonimami „Carlos”, bądź „Szakal”; słynnego mordercy na zlecenie i terrorysty.
Pięcioipółgodzinny miniserial został wyświetlony podczas 63. Międzynarodowego Festiwalu Filmowego w Cannes w dniu 19 maja 2010 roku, poza Konkursem Głównym. Powstała również skrócona, trzygodzinna wersja filmowa miniserialu.
Polska premiera filmowej wersji miniserialu miała miejsce 24 lipca 2010 roku podczas 10. Międzynarodowego Festiwalu Filmowego „Era Nowe Horyzonty” we Wrocławiu, gdzie film był wyświetlany w sekcji „Panorama”. Następnie w dniu 26 marca 2011 roku na antenie stacji Canal+ Polska nastąpiła premiera telewizyjna filmu; później stacja nadała również trzyodcinkowy miniserial.
Zdjęcia kręcono m.in. w Bejrucie, Paryżu, Londynie i Budapeszcie.

## Opis fabuły
Początek lat 70. XX wieku. Ilich Ramírez Sánchez (w tej roli Édgar Ramírez), młody marksista i rewolucjonista wyszkolony przez Ludowy Front Wyzwolenia Palestyny, zaczyna terrorystyczną działalność. Po kilku nieudanych zamachach, światowy rozgłos i sławę zyskuje w 1975 roku, kiedy to nieznani zleceniodawcy zlecają mu poprzez palestyńskiego terrorystę Wadiego Haddada przeprowadzenie zamachu na siedzibę OPEC w Wiedniu i uprowadzenie przebywających tam ministrów. Przypominający Che Guevarę, Carlos, na czele pięcioosobowej grupy bojowników, atakuje budynek organizacji i bierze zakładników.

## Obsada
- Édgar Ramírez jako Ilich Ramírez Sánchez, pseudonim „Carlos”
- Alexander Beyer jako Porucznik Wilhelm Borostowski
- Alexander Scheer jako Johannes Weinrich
- Anna Thalbach jako Inge Viett
- Susanne Wuest jako Edith Heller
- Nora von Waldstätten jako Magdalena Kopp
- Julia Hummer jako Gabriele Kröcher-Tiedemann, pseudonim „Nada”
- Aljoscha Stadelmann jako Wilfried Böse
- Farid Elouardi jako Farid
- Udo Samel jako Bruno Kreisky
- Nicolas Briançon jako Jacques Vergès
- Jean-Baptiste Malartre jako Jacques Senard
- Christoph Bach jako Hans-Joachim Klein, pseudonim „Angie”
- Ahmad Kaabour jako Wadi Haddad

i inni

## Nagrody i nominacje

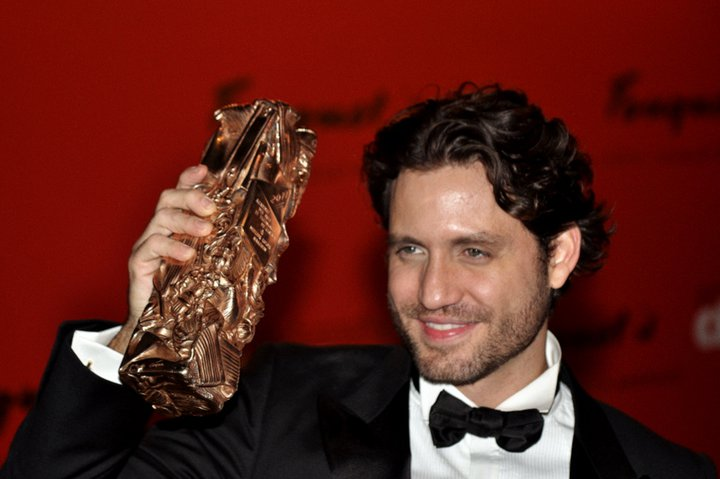
Édgar Ramírez, odbierający Cezara dla najbardziej obiecującego aktora, podczas 36. ceremonii wręczenia Cezarów, 25 lutego 2011

23. ceremonia wręczenia Europejskich Nagród Filmowych
- nagroda: Najlepszy Europejski Montażysta – Marion Monnier i Luc Barnier
- nominacja: Najlepszy Europejski Reżyser – Olivier Assayas

68. ceremonia wręczenia Złotych Globów
- nagroda: najlepszy miniserial lub film telewizyjny
- nominacja: najlepszy występ aktora w miniserialu lub filmie telewizyjnym – Édgar Ramírez

63. ceremonia wręczenia Primetime Emmy
- nominacja: występ aktora pierwszoplanowego w miniserialu lub filmie telewizyjnym – Édgar Ramírez

15. ceremonia wręczenia Satelitów
- nominacja: najlepszy miniserial

17. ceremonia wręczenia nagród Gildii Aktorów Ekranowych
- nominacja: wybitny występ aktora w miniserialu lub filmie telewizyjnym – Édgar Ramírez

36. ceremonia wręczenia Cezarów
- nagroda: nadzieja kina (aktor) – Édgar Ramírez
- nominacja: najlepszy reżyser – Olivier Assayas
- nominacja: najlepszy montaż – Luc Barnier